# Gaspare Capris
Gaspare Capris (... – Vercelli, 19 ottobre 1568) è stato un vescovo cattolico italiano, vescovo di Asti tra il 1549 e il 1568.

## Biografia
Nel novembre del 1549, il capitolo della cattedrale nominò Gaspare Capris dopo un periodo interlocutorio della diocesi astigiana.
Infatti, tra il 1536 ed il 1548, aveva retto la diocesi per la seconda volta Agostino Trivulzio, che non venne mai consacrato vescovo e nel 1548 venne nominato  Bernardino della Croce, barnabita milanese e già vescovo di Casale che però rinunciò all'incarico
Giulio III, diventato papa nel 1550, confermò questa carica ed il Capris prese possesso della diocesi il 1º febbraio 1550, tramite il vicario Tommaso Provana, dato che il Papa lo obbligò a dimorare a Vercelli visto che la corte sabauda di Carlo III si era sistemata in quella città dopo l'invasione francese del 1536.
Dopo la morte del duca nel 1553, il vescovo Capris divenne "grande elemosiniere"  di Emanuele Filiberto e solamente dopo la vittoria di San Quintino di quest'ultimo, la corte sabauda poté ritornare a Torino.
La Santa Sede nominò Torino quale sede della Nunziatura Apostolica, ma al contrario di quanto si auspicava il duca (che avrebbe voluto il vescovo astigiano come nunzio), venne nominato il vescovo di Ginevra Francesco Bachod.
Nel 1515, Torino venne elevata a sede metropolitana, comprendendo le diocesi di Ivrea e Mondovì. Asti e Vercelli rimasero sotto l'egida di Milano con a capo il cardinale Carlo Borromeo.
Nel 1563, Torino divenne ufficialmente capitale sabauda ed il duca con tutta la corte prese dimora presso il palazzo arcivescovile (già sede dei governatori francesi) in quanto l'antico castello degli Acaja non era più funzionale a contenere l'intero apparato della corte.
Il 9 marzo 1567 il vescovo Capris presenziò al battesimo dell'erede al trono Carlo Emanuele I. Le cronache del tempo lo descrivono come ormai vecchio ed infermo, infatti morì poco tempo dopo.

## L'operato
Gaspare Capris, consigliere prezioso dei Savoia, non dimorò mai in Asti, infatti il Castelvecchio, antica dimora vescovile, era in quel periodo occupato da una guarnigione militare.

Dato che nella chiesa di sant'Aniano all'interno del castello, era tumulata la reliquia del santo ed ai fedeli era impossibilitato l'accesso visto la presenza dei militari, il vescovo, a proprie spese, trasferì il corpo del
protomartire "confessore" nella chiesa episcopale di San Sisto nel 1567.
In quel frangente, partecipò anche il duca Emanuele Filiberto.